# Carl Wilhelm Wunderlich
Carl Wilhelm Wunderlich (* 28. Februar 1839 in Meerane; † 22. August 1893 in Coburg) war ein deutscher Unternehmer und engagierter Bürger der Stadt Meerane.

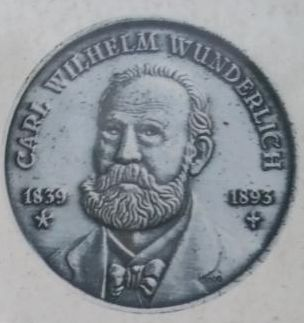
Carl Wilhelm Wunderlich

## Leben und Wirken
Wunderlich wurde 1839 in Meerane geboren. Sein Vater war der Fabrikant Siegismund Wilhelm Wunderlich, der 1844 ein Manufakturwarengeschäft gründete. Carl Wilhelm Wunderlich war als Kaufmann seit 1877 Mitinhaber des väterlichen Geschäftes. Als Stadtverordneter war er von 1885 bis 1887 und als Stadtrat von 1887 bis 1890 für seine Vaterstadt Meerane tätig. Schon verhältnismäßig frühzeitig konnte sich Wunderlich zur Ruhe setzen. Er siedelte mit seiner Familie nach Coburg über, wo er sich eine Villa mit großem, parkähnlichem Garten schuf. Kurz nach Vollendung des Hauses starb Wunderlich am 22. August 1893 in Coburg.
Seine Urne wurde später in der Meeraner Familiengruft beigesetzt.
In seinem Testament setzte Wunderlich die Stadt Meerane als seine Universalerbin ein. Die Stadt erhielt somit auch die kostbare Münzsammlung Wunderlichs als unverkäufliches Eigentum. Carl Wilhelm Wunderlich verfügte in seinem Testament, dass die Stadt Meerane zwei Drittel seines Vermögens zum Anbau und zur Aufforstung von Grundstücken verwenden soll. Der Rest sollte angelegt und die Zinsen zur Unterhaltung des Waldes genutzt werden. So wurden der vom Verschönerungsverein angelegte Schillerpark, der an die Seiferitzer Anlagen grenzende Annapark und die Mittelberganlagen erweitert. Die größte Schöpfung jedoch ist der Wunderlich-Park. Die Stadt kaufte später Grundstücke hinzu, so dass dabei die Merzenberganlagen mit dem Kirchenholz verbunden waren. Mit Hilfe der Wunderlich-Stiftung ist um die Stadt Meerane ein Grüngürtel mit Parkanlagen entstanden, die als Erholungsorte den Bürgern der Stadt dienen.
Das Wohn- und Geschäftshaus Wunderlich in der August-Bebel-Straße 49 wurde 2005 abgerissen. Hinter einem heute dort befindlichen Drogeriemarkt ist noch ein Teil des Wunderlich Gartens erhalten.